# Yaylabaşı, Olur
Yaylabaşı là một xã thuộc huyện Olur, tỉnh Erzurum, Thổ Nhĩ Kỳ. Dân số thời điểm năm 2011 là 57 người.